# (2561) Margolin
Pour les articles homonymes, voir Margolin.
(2561) Margolin est un astéroïde de la ceinture principale.

## Description
(2561) Margolin est un astéroïde de la ceinture principale. Il fut découvert le 8 octobre 1969 à Nauchnyj par Lioudmila Tchernykh. Il présente une orbite caractérisée par un demi-grand axe de 2,43 UA, une excentricité de 0,14 et une inclinaison de 2,5° par rapport à l'écliptique.

## Compléments